# Sebastian Kruis
Sebastian Kruis (ur. 4 sierpnia 1989 w Medellín) – holenderski polityk kolumbijskiego pochodzenia, poseł do Parlamentu Europejskiego X kadencji.

## Życiorys
Urodził się w Kolumbii, w pierwszym roku życia został adoptowany. Zaangażował się w działalność polityczną w ramach Partii Wolności. Od 2011 był pracownikiem parlamentarnej frakcji partii w Tweede Kamer, pełnił funkcję jej rzecznika prasowego. Zasiadał również w radzie miejskiej w Hadze. W wyborach w 2024 uzyskał mandat deputowanego do Europarlamentu X kadencji.